# Іван Ольшевський
Іван Ольшевський (пол. Jan Olszewski, біл. Ян Альшэўскі; середина XVII століття, Берестейське воєводство? — 9 грудня 1723, Битень) — діяч Унійної церкви в Речі Посполитій, церковний історик, василіянин.

## Життєпис
Походив зі шляхетського роду. Обіймав посаду підсудка Берестейського земського суду. Втратив праву руку під час бійки. У 1686 році став ченцем Василіянського Чину. У 1700 році був висвячений на священника. Обіймав посади прокуратора (1690—1706) та вікарія (1704—1705) Віленського монастиря Пресвятої Трійці. Настоятель василіянських монастирів у Мінську (1706—1709), Борунах (1709—1716), Тороканах (близько 1718—1721), Жировичах (1718—1719), консультор (з 1709), протоконсультор (1717—1723) Василіянського Чину.

## Творчість
Досліджував історію василіянських монастирів Великого князівства Литовського. Писав польською мовою.
У праці «Спростування відомостей полоцьких священників-єзуїтів про майно їхньої колегії» (1699) він помістив задокументовані свідчення про незаконність передачі земель та будівель православних монастирів королем Стефаном Баторієм Полоцькій єзуїтській колегії. У «Меморіалі про Віленський монастир церкви Пресвятої Трійці» (1701—1704) він дав детальний опис монастирських будівель, нерухомості, фондів та архівів. Брошура «Захист Віленського монастиря церкви Пресвятої Трійці» (Вільно, 1702) пов'язана з попереднім твором. У ній автор захищає право чернечої громади на самоврядування, критикує спроби мирян та унійних єпископів послабити роль Василіянського Чину в управлінні монастирем.
Боротьба між василіянами та унійним єпископатом за монастирське майно висвітлюється в «Поясненні деяких конституцій Чину» (близько 1719). Він також подає важливу інформацію про низку монастирів Великого князівства Литовського. Іван Ольшевський — автор літопису Борунського василіянського монастиря.
Цінним джерелом історії Василіянського Чину укладений істориком є «Пом'яник…» (1721). Твір містить короткі біографії 125 ченців, включаючи унійних єпископів та митрополитів з 1686 по 1721 рік. Після смерті Іван Ольшевського «Пом'яник» був продовжений і доведений до 1730 року протоконсультором Василіянського Чину Антонієм Завадським.
Вивчав політичну історію Речі Посполитої. В історичній хроніці «Нарис нещасть батьківщини» (1721) описав події у Великому князівстві Литовському з 1696 по 1721 роки, зокрема громадянську війну (1696—1702) та Північну війну (1700—1721).

## Твори
- Refutacja informacji XX. Jezuitów Połockich o dobrach do ich collegium należących // Археографический сборник документов относящихся к истории Северо-Западной Руси. — Том XIII. — Вильна, 1902. — С. 47—71.
- Memoriał abo informacja i objaśnienie klasztoru wileńskiego cerkwi Przenajświętszej Trojcy od jednego zakonnika … sporządzone roku 1701. // Археографический сборник документов относящихся к истории Северо-Западной Руси. — Том X. — Вильна, 1874. — С. 1—211.
- Obrona monastyra wileńskiego cerkwi przenayswiętszey Troycy y zupełna informacya przez wielebnych OO. Bazylianow wileńskich unitow przy tey że cerkwi zostaiących na przyszłą da Bog generalną tegoż zakonu przpadaiącą kongregacyą sporządzona y do druku w roku 1702 podana: z obiasnieniem iak dawno y przez kogo cerkiew wileńska s. Troycy fundowana iest, iakie ab antiquo nadanie miała, y co zaprzyczyna że one za disuniey utraci. (Wilnio), 1702.
- Objaśnienie niektorych konstytucyj zakonnych reguły Świętego Ojca naszego Bazylego Wielkiego // Археографический сборник документов относящихся к истории Северо-Западной Руси. — Том XIII. — Вильна, 1902. — С. 1 — 34.
- Wiadomość niektórych rżeczy, który sie działy w Borunach od roku 1706 od pogorżenia miasteczka i klasztoru…aż do roku 1715 wykonnotowane.
- Pominnik, abo wizerunek śmiertelności ludzkiej przez opisanie wielebnych ojców i braci, zmarłych w Zakonie Ś-o Bazylego.od roku 1686, aż do roku terażnejszego 1721, od jednego zakonnika tejże reguły… — Російська Національна Бібліотека (Санкт-Петербург). — Відділ рукописів. — Польськ. F.1.47.
- Abrys domowej nieszczęśliwości i wnętrznej niesnaski, wojny, Korony Polskiej i Wielkiego Księstwa Litewskiego pro informatione potomnym następującym czasom przez iedną zakonną osobę światu pokazany y z żałością wyrażony anno 1721. Opr. Franciszek Ksawery Kluczycki. — Kraków 1899. [Архівовано 29 січня 2018 у Wayback Machine.]
- O sukcesji metropolitów od Jedności S. w Litwie i Rusi przyjętej z Kościołem rzymskim.